# Выборы губернатора Ульяновской области (2016)
Выборы губернатора Ульяновской области состоялись в Ульяновской области 18 сентября 2016 года в единый день голосования, одновременно с выборами депутатов Госдумы. Прямые выборы губернатора проходили впервые с 2004 года (в 2006 и 2011 губернатор назначался президентом через процедуру утверждения региональным парламентом). Губернатором на 5 лет был избран Сергей Морозов, набравший 54,34 % голосов избирателей.
На 1 июля 2016 года в Ульяновской области было зарегистрировано 1 027 988 избирателей

## Предшествующие события
С 2005 года губернатором Ульяновской области является Сергей Морозов (Единая Россия). 26 декабря 2004 он был избран в ходе прямых выборов. В декабре 2004 года по инициативе президента России Владимира Путина избрание высших должностных лиц путём прямого голосования граждан было заменено на назначение законодательными органами по представлению президента Российской Федерации.
В 2006 и 2011 годах президент продлевал губернаторские полномочия Морозова через процедуру утверждения депутатами заксобрания Ульяновской области.
В 2012 году президент России Дмитрий Медведев принял закон, вернувший в России прямые выборы глав регионов.
Срок полномочий Морозова истекал 8 апреля 2016. 7 апреля президент России Владимир Путин назначил его врио губернатора.

## Ключевые даты
- 15 июня 2016 года Законодательное собрание Ульяновской области официально назначил выборы на 18 сентября 2016 года (единый день голосования).[3]
  - 15 июня был опубликован расчёт числа подписей, необходимых для регистрации кандидата.[4]
  - с 16 июня по 6 июля — период выдвижения кандидатов.[5]
  - агитационный период начинается со дня выдвижения кандидата и прекращается за одни сутки до дня голосования.[5]
- с 7 по 16 июля — представление документов для регистрации кандидатов. К заявлениям должны прилагаться листы с подписями муниципальных депутатов.[5]
- 17 сентября — день тишины.
- 18 сентября — день голосования.

## Выдвижение и регистрации кандидатов
Главой области может быть избран гражданин Российской Федерации, достигший возраста 30 лет.
Кандидаты могут быть выдвинуты избирательными объединениями (политическими партиями или их региональными отделениями).
Каждый кандидат при регистрации должен представить список из трёх человек, один из которых, в случае избрания кандидата, станет сенатором в Совете Федерации от правительства региона.

### Муниципальный фильтр
1 июня 2012 года вступил в силу закон, вернувший прямые выборы глав субъектов Российской Федерации. Однако был введён так называемый муниципальный фильтр. Всем кандидатам на должность главы субъекта РФ (как выдвигаемых партиями, так и самовыдвиженцам), согласно закону, требуется собрать в свою поддержку от 5 % до 10 % подписей от общего числа муниципальных депутатов и избранных на выборах глав муниципальных образований, в числе которых должно быть от 5 до 10 депутатов представительных органов муниципальных районов и городских округов и избранных на выборах глав муниципальных районов и городских округов. Муниципальным депутатам представлено право поддержать только одного кандидата.
В Ульяновской области кандидаты должны собрать подписи 9 % муниципальных депутатов и глав муниципальных образований. Среди них должны быть подписи депутатов районных и городских советов и (или) глав районов и городских округов в количестве 9 % от их общего числа. При этом подписи нужно получить не менее чем в трёх четвертях муниципальных районов и городских округов. По расчёту избиркома, каждый кандидат должен собрать от 170 до 178 подписей депутатов всех уровней и глав муниципальных образований, из которых от 38 до 40 — депутатов райсоветов и советов городских округов и глав районов и городских округов не менее чем 18 районов и городских округов области.

## Кандидаты
| Кандидат         | Должность (на момент выдвижения)                                                                             | Партия              | Статус          | Кандидаты в Совет Федерации                      |
| ---------------- | --- | ------------------- | --------------- | ------------------------------------------------ |
| Олег Горячев     | президент Фонда наследия Юрия Горячева «Горячев-фонд»                                                        | Яблоко              | зарегистрирован | Н. Н. Кислица Ю. А. Колмаков Т. А. Соболева      |
| Олег Калмыков    | временно не работающий                                                                                       | Справедливая Россия | зарегистрирован | Е. В. Кононов О. Н. Кочурова А. А. Фатхуллина    |
| Алексей Куринный | врач-хирург Ульяновского областного клинического центра специализированных видов медицинской помощи          | КПРФ                | зарегистрирован | А. М. Гибатдинов А. Л. Кругликов Е. Ф. Филиппова |
| Лев Левитас      | директор ООО «Экологические системы»                                                                         | Зелёные             | зарегистрирован | О. В. Бычкова М. Г. Курникова Н. А. Обухова      |
| Сергей Маринин   | депутат Госдумы VI созыва, заместитель председателя Комитета Госдумы по земельным отношениям и строительству | ЛДПР                | зарегистрирован | Д. Н. Грачёв А. В. Стекольников М. В. Пронина    |
| Сергей Морозов   | врио губернатора Ульяновской области                                                                         | Единая Россия       | зарегистрирован | В. Б. Харлов А. И. Якунин Н. Г. Ярушкина         |
| Максим Сурайкин  | председатель Центрального Комитета партии «Коммунисты России»                                                | Коммунисты России   | зарегистрирован | М. Д. Деев И. Р. Ибетуллов А. В. Киндяшов        |

## Итоги выборов
В выборах в приняли участие 527 978 человек, таким образом явка избирателей составила 52,29 %.
| Явка избирателей                                      | Явка избирателей                                      | Явка избирателей | Явка избирателей |
| ----------------------------------------------------- | ----------------------------------------------------- | ---------------- | ---------------- |
| Число избирателей, включённых в список избирателей    | Число избирателей, включённых в список избирателей    | 1 009 737        | 100 %            |
| Из них приняли участие в выборах (выдано бюллетеней)  | Из них приняли участие в выборах (выдано бюллетеней)  | 527 978          | 52,29 %          |
| Из принявших участие в выборах проголосовали досрочно | Из принявших участие в выборах проголосовали досрочно | 0                | 0 %              |
| Процент испорченных бюллетеней                        |                                                       |                  |                  |
| Приняли участие в голосовании (возвращено бюллетеней) | Приняли участие в голосовании (возвращено бюллетеней) | 527 211          | 100 %            |
| Из них действительных бюллетеней                      | Из них действительных бюллетеней                      | 515 518          | 97,78 %          |
| Из них недействительных бюллетеней                    | Из них недействительных бюллетеней                    | 11 693           | 2,22 %           |
| Распределение голосов:                                |                                                       |                  |                  |
| 1.                                                    | Сергей Морозов                                        | 286 411          | 54,33 %          |
| 2.                                                    | Алексей Куринный                                      | 134 234          | 25,46 %          |
| 3.                                                    | Сергей Маринин                                        | 34 631           | 6,57 %           |
| 4.                                                    | Олег Горячев                                          | 29 256           | 5,55 %           |
| 5.                                                    | Олег Калмыков                                         | 13 509           | 2,56 %           |
| 6.                                                    | Максим Сурайкин                                       | 12 851           | 2,44 %           |
| Число действительных (учтённых) бюллетеней            | Число действительных (учтённых) бюллетеней            | 515 518          | 100 %            |